# Pseudochirulus schlegelii
Pseudochirulus schlegelii is een zoogdier uit de familie van de kleine koeskoezen (Pseudocheiridae). De wetenschappelijke naam van de soort werd voor het eerst geldig gepubliceerd door Fredericus Anna Jentink in 1884.

## Voorkomen
De soort komt voor in het Arfakgebergte in Indonesisch Nieuw-Guinea.